# 무라카미 유스케
무라카미 유스케(일본어: 村上 佑介, 1984년 4월 27일 ~ )는 일본의 전 축구 선수이다.

## 구단 경력
그는 2008년부터 2017년까지 J리그의 가시와 레이솔, 알비렉스 니가타, 에히메 FC, V-파렌 나가사키에서 활동하였다.